# La Coreañera

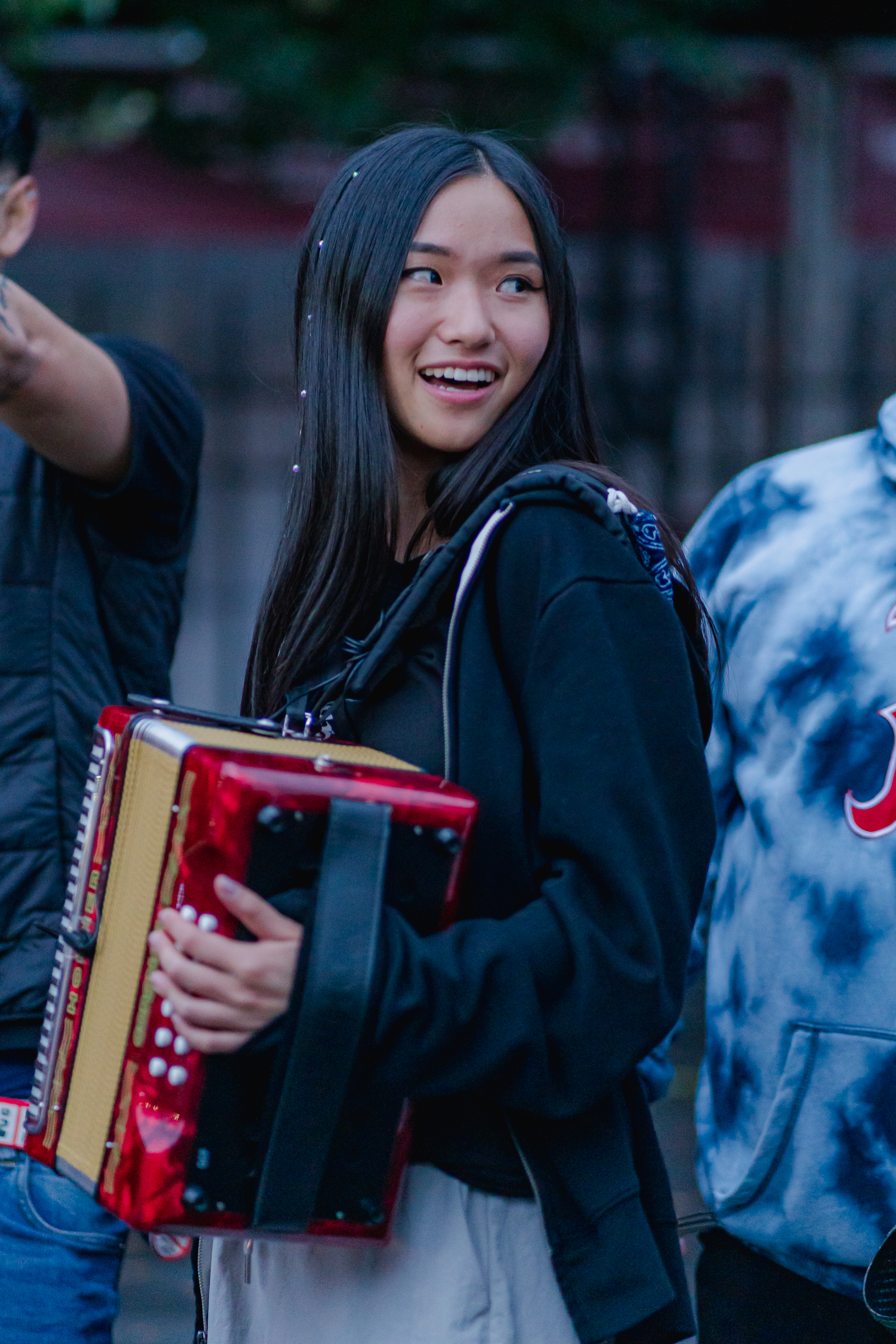
Abigail Pak "La Coreañera"

Abigail Yeri Pak (San Antonio, Texas, 2004), más conocida por su nombre artístico La Coreañera, es una intérprete musical y cantante estadounidense de ascendencia coreana. Es acordeonista y multiinstrumentista, y se especializa en interpretar cumbia y música clásica. Pak ganó popularidad en 2024 a través de redes sociales como Instagram y TikTok, donde sus presentaciones de cumbia sonidera se volvieron virales, llamando la atención del público mexicano. Ha colaborado con diversos artistas del ámbito de la cumbia y la música urbana en México.

## Biografía
Abigail Pak nació en 2004 en San Antonio, Texas, en el seno de una familia de origen coreano. Desde temprana edad demostró interés por la música clásica: comenzó estudiando piano y debutó como solista a los 13 años en el Carnegie Hall de Nueva York (2017), tras ganar concursos que le otorgaron ese honor. A lo largo de su adolescencia obtuvo varios premios nacionales e internacionales en el ámbito de la música clásica. Además del piano, Pak aprendió a tocar el acordeón de forma autodidacta y otros instrumentos de percusión, mostrando desde niña una afinidad especial por los ritmos de cumbia. Actualmente cursa estudios universitarios en lingüística; es estudiante de Dartmouth College (Clase de 2026) en Estados Unidos, donde también se ha integrado activamente en conjuntos musicales académicos como percusionista principal del ensamble de vientos de la universidad.
Aunque se formó en la música clásica, Pak se acercó a la cumbia sonidera durante su adolescencia. Según ha relatado en entrevistas, mientras trabajaba como lavaplatos en un restaurante tuvo numerosos compañeros originarios de la Ciudad de México (“chilangos”), quienes la introdujeron a la música sonidera y las cumbias chilangas, despertando en ella una nueva pasión musical. Esta influencia la llevó a adoptar el acordeón como instrumento principal para la cumbia y a profundizar en los sonidos populares mexicanos. Eventualmente Pak comenzó a publicar en redes sociales videos interpretando cumbias con su acordeón, combinando su herencia asiática y formación clásica con la estética de la cumbia urbana de México.
Bajo el alias de “La Coreañera” –un apodo que alude tanto a su ascendencia coreana como a la jerga popular mexicana– Pak consolidó una presencia notable en internet. Durante 2024 sus videos de acordeón tocando cumbia se viralizaron en plataformas como TikTok e Instagram, alcanzando rápidamente cientos de miles de seguidores. Gracias a esta fama en línea, fue invitada a presentarse en eventos musicales en México, ganándose el cariño del público de la escena sonidera capitalina. En junio de 2024 realizó su primera aparición importante en Ciudad de México al cerrar el 3er Maratón Sonidero (en la Casa del Lago de la UNAM), donde fue la artista de clausura después de la participación del conocido sonidero Sonido La Conga. Su carisma y talento también la llevaron a la televisión nacional de México: ha actuado como invitada principal en el programa Venga la Alegría de TV Azteca, exponiendo la cumbia coreano-mexicana a una audiencia más amplia.

## Carrera musical
A partir de su irrupción viral, La Coreañera ha desarrollado una carrera musical que conecta dos mundos: la música cásica y la música popular. En el ámbito clásico, continuó participando en proyectos sinfónicos; fue acordeonista solista en el estreno mundial de Onda Tropical, un innovador concierto para acordeón diatónico y banda sinfónica compuesto por Rodrigo Martínez Torres e inspirado en la cumbia sonidera. Dicho concierto se presentó en 2023 en la Sala Nezahualcóyotl de la UNAM (México) con Pak como solista, y posteriormente en 2024 en el Jordan Hall de Boston. Asimismo, ha colaborado con la Banda Sinfónica de la Facultad de Música de la UNAM, demostrando su versatilidad al transitar entre escenarios clásicos y populares.
En la música popular, La Coreañera se ha presentado en numerosos festivales y eventos de cumbia en distintas regiones de México, incluyendo el estado de Tlaxcala, Veracruz y principalmente la Ciudad de México. Ha compartido escenario con exponentes reconocidos del acordeón latinoamericano, como el colombiano Yeison Landero (nieto del legendario cumbiero Andrés Landero) y El Golo de la Milenio, entre otros. En redes sociales, su base de seguidores continuó creciendo hasta superar los 800 mil usuarios hacia fines de 2024, lo que le ha permitido internacionalizar su alcance y ser considerada un fenómeno viral dentro del género de la cumbia sonidera.
En mayo de 2025, Pak dio un paso importante en su carrera discográfica al lanzar el sencillo “Perro Lobo”, una colaboración con el dúo regiomontano Alberto y Roberto. La canción, publicada bajo el sello Universal Music México, fusiona el estilo tradicional de cumbia norteña del dúo con el acordeón característico de La Coreañera. Este tema marcó su debut oficial en la industria musical comercial, respaldado por una producción profesional y difusión en plataformas digitales. Previamente, ya había lanzado sencillos independientes, como “Cumbiatón coreañero” (2024) y “Cumbiando” (2025, en colaboración con el colectivo La Nueva Ola de Cumbia), explorando la fusión de ritmos tropicales con toques modernos. La Coreañera también participó en la banda sonora de Los Casagrande (película animada de 2024), contribuyendo con acordeón en la canción “Ser Mexicano”.
Gracias a su singular perfil de acordionista asiático-americana en un género latino, La Coreañera ha obtenido cobertura mediática tanto en México como en Estados Unidos. Su historia y trayectoria han sido reseñadas por programas de radio, podcast y canales de YouTube especializados en música regional y tropical, destacándola como un puente cultural entre Corea, Estados Unidos y México. En palabras de la propia Pak, su camino la ha llevado “del Carnegie Hall a la cumbia”, ilustrando cómo combina la técnica clásica con el sabor de la música popular mexicana.

## Estilo e influencias
El estilo musical de La Coreañera se caracteriza por la fusión de cumbia sonidera –especialmente la variante chilanga o de los barrios de Ciudad de México– con elementos de música clásica y otros géneros. En sus interpretaciones de cumbia, suele emplear el acordeón diatónico tradicional del género, incorporando arreglos propios e improvisación influenciada por su formación académica. Ha interpretado subgéneros como la cumbia rebajada (de tempo lento), algo evidente en piezas como “Onda Tropical I. Rebajado”, compuesta especialmente para ella. Su rango instrumental abarca también el piano (su instrumento original) y la percusión orquestal, lo que le permite adaptar melodías clásicas al formato de cumbia y viceversa.
Entre sus influencias musicales, Pak cita la cultura sonidera capitalina y los grupos de cumbia mexicanos que descubrió a través de sus colegas chilangos. Ritmos de grupos sonideros, tecnocumbia e incluso sonidos de la cumbia colombiana tradicional han permeado su estilo. Al mismo tiempo, su formación en música clásica europea y su conocimiento de la música tradicional coreana han aportado matices únicos a sus arreglos, dándole un sello multicultural. La Coreañera suele presentarse con atuendos y elementos escénicos que mezclan símbolos de ambas culturas –por ejemplo, luciendo el típico acordeón de música norteña/cumbiera mientras usa a veces vestimentas alusivas a Corea– como parte de su propuesta artística. Mantiene una postura objetiva y respetuosa hacia los géneros que aborda, intentando tender puentes entre comunidades distintas a través de la música.

## Selección musical (sencillos):
- Cumbiatón coreañero  (2024)
- Onda tropical (Cumbia Version) (2024)
- Cumbiando (con La Nueva Ola de Cumbia) (2025)
- Perro Lobo (con Alberto y Roberto) (2025)